# София Уест Еърпорт
Летище София Запад, наричано (по транскрибиран превод на английски) София уест еърпорт (Sofia West Airport), с ИКАО код LBSW, е летище до село Долни Раковец, област Перник, отстоящо на 50 км югозападно от град София.

## История
Авиобаза „Долни Раковец“ е построена между 1962 и 1966 г., като военно летище за нуждите на Организацията на Варшавския договор. На 2,5-километровата писта са кацали МиГ-23 и МиГ-29, както и транспортният Ан-24. Бетонната писта е с дължина 2450 м и ширина 50 м.
През 2011 г. летището е продадено на фирма „Селим-Ко“ за 1,25 млн. лева и е преименувано на София Уест Еърпорт. Новият собственик възнамерява да го превърне в първото частно международно летище в България.
Със Заповед 45-01-15/12.01.2023 г. на главния директор на ГД-ГВА правата по регистрацията са спрени за срок от 12 месеца. Летателната площадка е извън експлоатация.